# Marokkó világörökségi helyszínei
Marokkó területéről eddig kilenc helyszín került fel a világörökségi listára, tizenhárom helyszín a javaslati listán várakozik a felvételre.  
| | Fez medinája (óvárosa) |
| 1981 |                        |
| Kulturális (II)(V) |                        |
| Védett terület: 280 ha, hivatkozás: 170 |                        |
| Fezt a 9. században alapították a Szaharán áthaladó a Földközi-tenger felé vezető egyik kereskedelmi út mentén. A település a spanyol-arab civilizáció egyik legszebb és jó állapotban fennmaradt példája. A világörökségi helyszín az óváros Fez el-Bali és Fez el-Dzsedid városrészeit foglalja magába, ahol medreszék, bazárok, paloták, rezidenciák, mecsetek és szökőkutak találhatók. A legrégebbi városrészt, Fez el-Balit tizenkét kapuval tagolt városfal veszi körül. Két jól elkülönülő pontja van a Fez folyó jobb és bal oldalán, amit a spanyolországi Córdobából, valamint Kairouanból (a mai Tunézia területén) érkezett menekültek népesítették be. A városrészben álló Kairuánán-mecset ad otthont a világ legrégebbi, 953-ban alapított egyetemének, amely ma is népszerű a muszlim világban. A 14. században a városhoz egy zsidó negyed épült, ebből a korból származnak a medina fő műemlékei, köztük a királyi palota, a nagymecset, és az 1323-ban épült Szahridzs-medresze, valamint a mai városszerkezet. Fez el-Dzsedid városrészben főleg kézművesek és kereskedők laktak, a városrész fontosságát korániskolák és mecsetek jelzik. Fez 1912-ben elvesztette fővárosi rangját, de ennek ellenére továbbra is az ország szellemi központja maradt. |                        |

| | Marrákes medinája (óvárosa) |
| 1985 |                             |
| Kulturális (I)(II)(IV)(V) |                             |
| Védett terület: 1 107 ha, hivatkozás: 331 |                             |
| Marrákest, Marokkó névadó települését valamikor 1070 és 1072 között alapították az Almorávidák. Egyike volt a kor nagy iszlám fővárosainak és két évszázadon keresztül nagy szerepet játszott a várostervezés fejlődésében. 1147-ben Almohád uralom alá került, ekkor elpusztították a korábbi épületeket. Az almohád fennhatóság 1269-ben véget ért, ekkor a település hanyatlásnak indult. Következő virágkorát a 16. században élte. A legrégebbi, falakkal körülvett negyede a medina. Ebből a legkorábbi korból fennmaradt a nagyjából 10 kilométer hosszú városfal 200 toronnyal és 20 kapuval. A város szimbóluma a Koutoubia-mecset az almohád időkből való, a 12. század közepén épült. A hanyatlás korában is emeltek jelentős épületeket, köztük a 14. századi Ben Juszúf medreszét. A 16. században a Szaaditák ismét építkezni kezdtek, ebből a korból maradt fenn a királyi palota, Bahia palota, az El Badi palota, a stukkó- és mozaikdíszekkel borított szaadita sírok, ezen kívül szúkok, piacterek és kertek. A 17. századtól a városképhez illő új mecsetek paloták és rezidenciák épültek. |                             |

| | Aït Benhaddou, Kszár (erődítményváros) |
| 1987 |                                        |
| Kulturális (IV)(V) |                                        |
| Védett terület: 3,03 ha, puffer zóna: 16,32 ha, hivatkozás: 444 |                                        |
| A délkelet-marokkói település kszárja (erődített városa) a legszebb és legjobb állapotban megmaradt erődítmény az országban. A sarkokon kapukkal ellátott, tornyokkal megerősített falakon belül házak csoportosulnak. Némelyik ház kisebb városi kastélyra emlékeztet. A házak földszintjét termékek tárolására használták, feljebb alakították ki a lakószinteket. A nagyobb házak felső szintjeit és saroktornyait dekoratív motívumokkal díszítették, részben nedvesen használt agyag, részben vályogtéglák felhasználásával. A városban a lakóépületek mellett juhkarámok, istállók, galambdúcok, takarmánysilók, piacok, tanácstermek, egy mecset és medreszék is láthatók. A művészien kialakított agyagépítmények a település egykori fontosságát tükrözik, egységes látképe miatt a modern korban több filmforgatás helyszíne volt. A város építészeti stílusa, a döngölt föld, agyag és tégla használata feltételezhetően egy korai, még az iszlám előtti építészeti stílusra vezethető vissza. A várom mögötti dombon egy erőd magasodik, ami ostrom esetén a lakosok végső menedéke lehetett. |                                        |

| | Meknesz történelmi városa |
| 1996 |                           |
| Kulturális (IV) |                           |
| Hivatkozás: 793 |                           |
| Meknesz Marokkó négy királyi városának egyike, történelmi városrésze a 17. századi Magreb fővárosok egyik különösen jó állapotban megmaradt példája. Meknesz egy ősi berber erőd körül alakult ki, virágkorát a 17-18. században élte, amikor az Alavita-dinasztia egyik tagjának, Iszmail szultánnak birodalmi székhelye lett. A települést korábban többször is elpusztították, majd az Almorávidák, az Almohádok és a Marínidák is újjáépítették. Iszmail szultánnak köszönhető egy új, mór stílusban épített birodalmi város, számos rekonstrukció mellett új mecseteket, mauzóleumokat és kerteket is építtetett. A „marokkói Versailles” (a szultán XIV. Lajos francia király kortársa volt) palotákból, istállókból, magtárakból, víztározókból és műhelyekből állt, de ebből az epületegyüttesből csak romok maradtak meg nem messze a szultán mauzóleumától. A várost hatalmas kapukkal tagolt falak veszik körül, az egyes városnegyedeket meghatározott iparágaknak és tevékenységeknek tartottak fenn. |                           |

| | Volubilis régészeti lelőhelye |
| 1997 |                               |
| Kulturális (II)(III)(IV)(VI) |                               |
| Védett terület: 42 ha, puffer zóna: 4 200 ha, hivatkozás: 836 |                               |
| Volubilis volt a mai Marokkó területén kiépült legfontosabb római település. Az i. e. 3. században a karthágóiak által alapított város Mauretania provincia fővárosaként i. sz. 40-ben a Római Birodalom előretolt bástyája lett. A birodalom részekén gyors fejlődésnek indult, a rómaiak egy monumentális városközpontot építettek, amit egy nyolc kapuval tagolt fallal erősítettek meg. Septimius Severus császár uralma alatt újabb építkezési hullám kezdődött, majd máig tisztázatlan okok miatt Diocletianus uralma kezdetén 285-ben a rómaiak elhagyták a város. A régészeti kutatások már korán, 1887-ben elkezdődtek, a lelőhely különlegességét a megmaradt mozaikpadlók adják változatos formáikkal és mintázatukkal. A romváros fő részei a Capitolium, egy fürdőkomplexum, Caracalla diadalíve, egy bazilika, valamint paloták, villák és lakóházak. A 900 hosszú decumanus maximus a korábbi pun és az északnyugati római városrész közötti határon húzódott. A város lakosainak számát tízezerre becsülik. Az öthajós 2. századi bazilika gyűlésteremként és bírósági épületként is funkcionált, a paloták és villák főleg a padlómozaikjaikról nevezetesek. |                               |

| | Tetuán medinája (óvárosa) |
| 1997 |                           |
| Kulturális (II)(IV)(V) |                           |
| Védett terület: 6,5 ha, hivatkozás: 837 |                           |
| A Tangertől 50 kilométerre a Rif-hegység lábánál elterülő Tetuán az iszlám hódítás kezdetétől jelentős szerepet töltött be, összekötő kapocs volt Andalúzia és Marokkó között. Művészetében és építészetében erős andalúziai hatás ismerhető fel. Arab források már a 10-12. században is említik. Medinája (óvárosa) fehérre meszelt házakból áll, közöttük szúkok és mecsetek maradtak fenn. Az egész medinának a műhelyekkel, a boltokkal, a keskeny sikátorokkal keleti bazár hangulata van. Az összképhez tartoznak a tereken álló csempés kutak, a medreszék, a minaretek és a mauzóleumok. Legfontosabb mecsete a legkisebbek közé tartozik Marokkóban, viszont az egyik legszebbnek és legbefejezettebb épületegyüttesnek tartják. Végső, ma is látható nyolcas tagolású megjelenését egy 18. századi újjáépítéskor nyerte el. A város királyi palotája a 17. században épült, a medina északkeleti pereménél lévő kasba legrégebbi épületei a 13. századból származnak. |                           |

| | Szavíra medinája (óvárosa) |
| 2001 |                            |
| Kulturális (II)(IV) |                            |
| Védett terület: 56,7 ha, hivatkozás: 753 |                            |
| Szavíra egy jó állapotban megőrződött 18. század végi európai jellegű erődített kikötőváros. Egy régi kereskedelmi állomás volt a mai Marokkó partvonalának közepe táján. Már a föníciaiak is használták, a mai marokkói területeket és a hátországot kötötte össze Európával és így áttételesen a világ többi részével. Az i. e. 1. században római uralom alá került akik bíborfesték-termelő központot létesítettek. Az újkorban hadikikötőt és árukikötőt is építettek, fő árujuk a cukor, a só és a strucctoll volt. A 17. század vége felé, ahogy a település egyre fontosabbá vált, a várost egy francia építész tervei alapján bővítették, Saint-Malo francia várost véve alapul. A sakktábla alaprajz szerint terjeszkedő településrész kialakításakor együtt tudták alkalmazni a marokkói és az európai építési technikákat ennek köszönhető a fehérre festett házak európai hangulata. Az óvárosban található a kasba, a legkorábbi erőd, a zsidó negyed, a szúkok, a vízikapu valamint mecsetek, zsinagógák és templomok. |                            |

| | Mazagan (el-Dzsadída) portugál városa |
| 2004 |                                       |
| Kulturális (II)(IV) |                                       |
| Védett terület: 7,5 ha, hivatkozás: 1058 |                                       |
| Mazagan a portugál felfedezők egyik korai nyugat-afrikai települése volt az India felé vezető úton. 1500 körül indult fejlődésnek, amikor egy erődöt építettek itt. Az évszázadok során a támadások miatt folyamatosan bővítették, bástyái és tornyai a reneszánsz katonai építészet darabjai. A marokkóiak 1769-ben elfoglalták és kifosztották. Ezek után arab népcsoportok és zsidó bevándorlók telepedtek meg benne és a város újra növekedésnek indult. A 19. századi újabb építkezési hullámban mecseteket, zsinagógákat, templomokat, kereskedő-palotákat emeltek. A kozmopolita település városfalai és négy bástyája (az Angyal-, a Szent Sebestyén-, a Szent Antal-, és a Szentlélek-bástya) épségben maradt fenn, az ötödik, a Kormányzó-bástya romokban áll. Az erődítményen belül található a régi portugál ciszterna, a mánuel stílusban épült Mária Mennybemenetele-templom és a Praça Terreiro tér mellette egy 19. századi mecsettel, amelynek átalakított minaretje eredetileg a ciszterna része volt. A városban felismerhető az európai és a marokkói kultúra kölcsönhatása, az óváros ma is őrzi európai jellegzetességét. |                                       |

| | Rabat, modern főváros és történelmi város |
| 2012 |                                           |
| Kulturális (II)(IV) |                                           |
| Védett terület: 348,59 ha, hivatkozás: 1401 |                                           |
| Az Atlanti-óceán partján, az ország északnyugati részén fekvő világörökségi helyszín az arab múlt és a nyugati modernizmus keveréke. Hozzá tartozik a francia protektorátus idején, 1912 és 1930 között kiépült városrész, köztük királyi használatra szánt épületekkel, adminisztratív körzettel, lakó- és kereskedelmi fejlesztésekkel, valamint egy botanikus kerttel és közparkkal. Ez a modern városrész egyike a legnagyobb és legambiciózusabb építészeti projekteknek a 20. századi Afrikában, és valószínűleg a leginkább fejezett vállalkozás. A helyszín másik része a régebbi városrészben található, ahol még 12. századi épületek is megmaradtak. Legfontosabb épületei a Hasszán-mecset, amit 1184-ben kezdtek építeni, az Almohádok idejére datálható rámpák és kapuk, amelyek az egyetlen megmaradt részei az almohád kalifátus fővárosának. A régi városrésznek a 17. századból is maradtak jelentős emlékei és a korábbi dinasztiák építészetének és díszítőművészetének is maradtak nyomai. |                                           |